# فهرست سفیران ایران در پرتغال
فهرست سفیران ایران در پرتغال

## تاریخچه
مقدمه
ایران و پرتغال دو واحد سیاسی در جهان معاصر واقع در دو قاره متفاوت آسیا و اروپا هستند که دارای روابط دیرینه به قدمت قریب پانصد سال می‌باشند. شروع روابط تاریخی ایران و پرتغال در مقطعی قرار داشته که هر یک از دو کشور فصل مهمی از تاریخ خود را شاهد بوده‌اند. در ایران، سلسله صفویه پس از یک دوره طولانی نهصد ساله بعد از نابودی حکومت ساسانیان، با تشکیل یک حکومت متمرکز ایرانی توانست بر سراسر ایران آن روزگار تسلط یافت. حکومت صفویه در ایران در سال ۱۵۰۱ میلادی با تاجگذاری شاه اسماعیل اول در تبریز شکل گرفت و این امر سرآغاز تشکیل سلسله ای شد که به مدت ۲۲۳ سال بر سرزمین پارس حکومت کرد.
همزمان با این برهه از زمان، پرتغال دوره اقتدار و عظمت خود را پشت سر می‌گذاشت. ماجراجویی دریانوردان پرتغالی و تکاپو برای اکتشاف سرزمین‌های جدید که از قرن پانزدهم آغاز شده بود در قرن شانزدهم به اوج خود رسید.
در اسناد روابط دو کشور ایران و پرتغال آمده‌است که پرتغالیها بیش از هر چیز به تجارت ابریشم ایران توجه داشتند ولی تجارتشان به این کالای باارزش محدود نمی‌شد. آنان اسب ایران را در قبال طلا به هندوستان صادر می‌کردند و تا سیصد درصد از این تجارت سود می‌بردند. نقره، مروارید، مشک، عنبر، میوه جات خشک، غلات و کالاهای دیگر را نیز به هندوستان می‌فروختند و از هندوستان ادویه جات، دارو و برنج به ایران وارد می‌کردند.

### دوران صفویه
صرف نظر از پیوندها و ارتباطات تاریخی و فرهنگی ایرانیان و اقوام ایرانی با شبه جزیره ایبری در دوران باستان و برهه تاریخی طولانی حضور مسلمانان در اندلس، اولین مواجهه و تماس‌های بین سرزمین پارس و پرتغال در دوران مدرن، در اوایل قرن ۱۶ میلادی و با ورود و استقرار نیروهای پرتغالی در برخی از مناطق و جزایر خلیج فارس و دریای عمان آغاز گردید که با تشکیل دولت ملی صفویه در ایران همزمان بود. در این زمان دولت نوپای صفویه تحت رهبری شاه اسماعیل اول بیشتر سرگرم جنگ با عثمانی و ازبک‌ها در شمال شرق و غرب کشور بود و امکان رویارویی با یک قدرت مدعی و تازه‌نفس اروپایی در خلیج فارس را نداشت. او به همین دلیل از سر مصالحه و مدارا با مهاجمان جدید برآمد و ضمن اعزام فرستادگانی به گوا، نمایندگان اعزامی نایب السلطنه هند پرتغال را نیز به حضور پذیرفت. در پرتو این تماس‌ها و تبادل هیاتهای دیپلماتیک، دولت ایران به دنبال تقویت بنیه دفاعی خود در برابر تهاجمات عثمانی و ایجاد اتحادی با اروپائیان علیه دشمن شمالی برآمد و نایب السلطنه پرتغالی هندوستان نیز به دنبال تحکیم و گسترش پایگاه‌های نظامی و شبکه تجاری خود در منطقه به ویژه جزیره هرمز بود. این تماس‌ها در دوره پس از شاه اسماعیل و در طول قرن شانزدهم به صورت پراکنده ادامه یافت.
روابط دو کشور در دوره سلطنت شاه عباس اول با تبادل هیئت‌های دیپلماتیک و تجاری متعددی بین اصفهان، گوا و لیسبون در دهه اول قرن هفدهم وارد مرحله جدیدی شد. پس از سرکوب ازبک‌ها و بیرون راندن نیروهای عثمانی از خاک ایران، بهره‌برداری از مسیر تجاری خلیج فارس در ذهن شاه عباس نقش بست. در این زمان، پرتغالی‌ها امور تجاری و سیاسی این منطقه را با کمک حاکم هرمز در دست داشتند و به دنبال آن بودند تا خرید کالاهای ایران و تجارت از راه خلیج فارس را در انحصار خود داشته باشند. قدرت‌گیری روزافزون شاه صفوی باعث شد تا ممالک اروپائی هیئت‌های زیادی را جهت عقد قراردادهای تجاری و پیشنهاد اتحاد سیاسی بر ضد عثمانی به دربار ایران اعزام کنند. شاه عباس نیز هیئت‌های متعددی را روانه پایتخت‌های اروپائی از جمله لیسبون کرد. محور اصلی مذاکرات این هیئت‌ها، همکاری‌های نظامی و اتحاد علیه عثمانی، روابط بازرگانی و حفظ استحکامات پرتغال در خلیج فارس بود. با تصرف بحرین و گمبرون توسط نیروهای شاه عباس به ترتیب در ۱۶۰۲م. و ۱۶۱۴م. و اخراج پرتغالی‌ها از جزیره هرمز در سال ۱۶۲۲ م. دوره ای از ارتباطات گسترده دیپلماتیک بین دو سرزمین رو به افول گذاشت. با این حال، به موجب توافقات متعددی که بین دولت‌های ایران و پرتغال به امضاء رسیدند، از سال ۱۶۳۰م. تا ۱۷۲۲م. بندر کنگ به مدت حدود یکصد سال به مرکز مبادلات تجاری پرتغال در خلیج فارس تبدیل شد. با قدرت‌گیری امامان مسقط و توسعه تجاری‌های تجاری آنها در خلیج فارس از یک سو و سقوط حکومت مرکزی صفویه در ایران از سوی دیگر، حیات اقتصادی پرتغالی‌ها در بندر کنگ و دیگر مناطق خلیج فارس به پایان رسید و آنها حضور خود را در سرزمین‌های ماوراء بحار، با تمرکز بر بندر گوا در هند، مستعمرات خود در شرق آفریقا، بخش‌هایی از اندونزی و ماکائو در چین ادامه دادند. با روی کار آمدن نادرشاه افشار در سال ۱۷۳۶م. دفتر روابط سیاسی و تجاری ۲۳۰ ساله ایران و پرتغال برای یک دوره نسبتاً طولانی بسته شد و دو کشور تا اواسط دوره قاجار در قرن نوزدهم هیچ گونه ارتباط رسمی‌با یکدیگر نداشتند.

### دوره قاجار
در قرن نوزدهم، به ویژه دوره حکومت ناصرالدین شده، روابط دیپلماتیک ایران با بسیاری از کشورهای اروپایی به واسطه حضور و رقابت قدرت‌های اروپائی در ایران و منطقه، سفرهای اروپائی شاه و گشایش اولین سفارتخانه‌های دائمی ایران در شهرهای مهم اروپا، گسترش قابل توجهی یافت و ایران به بازیگری مهم در عرصه روابط بین‌الملل قرن نوزدهم تبدیل گردید. در این میان، بین تهران و لیسبون نیز تماس‌ها و ارتباطاتی برقرار گردید، اما این تماس‌ها به صورت نهادینه و در چارچوب مناسبات رسمی دیپلماتیک دنبال نشد. اسناد موجود در آرشیوهای دیپلماتیک دو کشور نشان می‌دهد که در سال‌های پایانی قرن نوزدهم و اوایل قرن بیستم، پیام‌هایی به مناسبت‌های مختلف بین دربار قاجار و حکومت پادشاهی وقت و سپس نظام جمهوری در پرتغال (از ۱۹۱۰م. به بعد) مبادله شده‌است. برخی از اسناد موجود در آرشیو وزارت خارجه ایران از تلاش وزیرمختار ایران در وین در سال ۱۹۰۷م. برای سفر به اسپانیا و پرتغال جهت برقراری روابط سیاسی خبر می‌دهند. در آوریل ۱۹۰۸م. هیاتی از ایران به دعوت رسمی دولت پرتغال در کنگره بین‌المللی تلگراف در لیسبون شرکت کرد. دو کشور همچنین درباره انعقاد قرارداد بین‌المللی (تولید و توزیع) تریاک که اولین کنفرانس آن در سال ۱۹۱۲ در لاهه برگزار شد، با یکدیگر همکاری نمودند.

### آغاز روابط دیپلماتیک در قرن بیستم
اسناد دیپلماتیک ایران و پرتغال نشان می‌دهند که از سال ۱۹۳۵م. روابط سیاسی دو کشور در سطح وزیر مختار برقرار گردیده‌است. بر اساس سندی در آرشیو مؤسسه دیپلماتیک پرتغال، دولت ایران در سال ۱۹۴۵ م. از طریق سفارت خود در پاریس، تصمیم اش را برای ارتقاء سطح روابط به سفیر (غیرمقیم) به اطلاع دولت پرتغال رساند. از آن پس، سفرای ایران در پاریس و سفرای پرتغال در آنکارا در دو کشور اکردیته بوده‌اند. در سال۱۹۷۱م. پرتغال تصمیم به گشایش سفارت مقیم خود در تهران گرفت. در همین سال، روئی مانوئل پاتریشیو وزیر خارجه پرتغال در راس هیاتی به دعوت همتای ایرانی در جشن‌های دو هزار و پانصد ساله در شیراز شرکت کرد. پس از وقوع انقلاب ضددیکتاتوری در پرتغال در ۲۵ آوریل ۱۹۷۴، کارلوش هنریک فریرا سفیر این کشور در تهران با وزیر خارجه ایران ملاقات و گزارشی از تشکیل دولت اضطراری نجات ملی ارائه کرد. در پی این ملاقات، دولت ایران در دوم می ۱۹۷۴ نظام سیاسی جدید در پرتغال را به رسمیت شناخت. از تحولات مهم روابط ایران و پرتغال در دهه ۱۹۷۰م. سفر ارنستو ملو آنتونش وزیر امور خارجه پرتغال به ایران در اوائل ماه مارس ۱۹۷۶ و لغو متقابل روادید برای شهروندان عادی دو کشور در ژوئن ۱۹۷۷م. بود که با تبادل نامه‌هایی بین فرانسیسکو پائولو مندش دالوز سفیر پرتغال در تهران و وزیر امور خارجه وقت ایران انجام گرفت.

### پس از انقلاب ۱۹۷۹
با وقوع انقلاب اسلامی، دولت پرتغال نظام سیاسی جدید در ایران را به رسمیت شناخت و بین دو کشور روابط دوستانه ای برقرار گردید. در همین چارچوب، در مارس سال ۱۹۸۴ دولت جمهوری اسلامی ایران تصمیم به گشایش سفارت مقیم در لیسبون گرفت و جهانبخش مظفری به عنوان اولین سفیر مقیم کار خود را در لیسبون آغاز کرد. از زمان گشایش سفارت ایران در لیسبون، سفرای ایران در پرتغال مسئولیت سفارت را بر عهده داشته‌اند و این کشور نیز سفارت خود را در سطح سفیر در تهران حفظ کرده‌است. در طول چهار دهه گذشته، ایران و پرتغال روابطی متعادل، دوستانه و بر اساس احترام متقابل را پشت سر گذاشته‌اند. این روابط در عرصه‌های مختلف سیاسی، اقتصادی، فرهنگی و دانشگاهی همواره رو به جلو و مبتنی بر منافع مشترک بوده‌است. این موضوع بیانگر اراده بالای سیاسی دو کشور برای حفظ و گسترش روابط فی مابین است.
با توجه به سابقه بیش از ۵۰۰ سال ارتباطات تاریخی و فرهنگی بین دو ملت، ۸۵ سال از تصمیم دو کشور به برقراری روابط دیپلماتیک و مبادله سفیر و مدت ۵۰ سال از زمان گشایش سفارت مقیم پرتغال در تهران، سال ۲۱/۲۰۲۰ مقطع مهمی در روابط بین ایران و پرتغال محسوب می‌شود. به همین دلیل، برگزاری برنامه‌های ویژه ای نظیر: نمایشگاه اسناد تاریخی مشترک، سمینار علمی روابط، هفته فرهنگی، جشنواره‌های فیلم و موسیقی در لیسبون و تهران در دستورکار روابط دو کشور قرار گرفته‌است. در این راستا، اولین سمینار علمی و نمایشگاه اسناد تاریخی روابط ۵۰۰ ساله دو کشور از ۸ الی ۲۹ اکتبر ۲۰۲۰ با همکاری موسسات و نهادهای مختلف علمی و فرهنگی دو کشور و مشارکت جمعی از استادان و پژوهشگران ایرانی و پرتغالی به همت سفارت ایران در لیسبون در آرشیو ملی توردو تومبو برگزار شد.
ایران و پرتغال اگرچه سرزمین‌هایی دور از یکدیگر هستند، اما یک تجربه تاریخی پانصد ساله از ارتباط و تعامل در زمینه‌های مختلف را پشت سر گذاشته‌اند که کمتر کشورهایی در عرصه روابط بین‌الملل امروز از آن بهره‌مند هستند. این تجربه می‌تواند برای پایه‌ریزی و تقویت روابطی دوستانه بر اساس منافع مشترک مورد استفاده قرار گیرد.
مرتضی دامن پاک جامی آخرین سفیر ایران در پرتغال است که استوارنامه خود را در تبرماه ۱۳۹۸ به مارسلو دی سوزا رئیس‌جمهور پرتغال تسلیم کرد. مارسلو پس از دریافت استوارنامه سفیر جدید ایران؛ با اشاره به سابقه طولانی روابط تاریخی و فرهنگی بین ایران و پرتغال، آمادگی کشورش برای گسترش روابط با ایران در زمینه‌های مختلف سیاسی، اقتصادی و فرهنگی اعلام کرد.

## فهرست
| ر     | نگاره | سفیر                 | دوره                             | شرح | منبع        |
| ----- | ----- | -------------------- | -------------------------------- | --- | ----------- |
| ۱     |       | جهانبخش مظفری        | از اسفند ۱۳۶۲ تا اسفند ۱۳۶۸      |     |             |
| ۲     |       | عبدالرضا اسدی‌نیا     | از خرداد ۱۳۶۹ تا دی ۱۳۷۰         |     |             |
| ۳     |       | ابوالفضل رهنما هزاوه | از اردیبهشت ۱۳۷۱ تا آذر ۱۳۷۵     |     |             |
| ۴     |       | حسن تاجیک            | از آذر ۱۳۷۵ تا شهریور ۱۳۷۹       |     |             |
| ۵     |       | رسول موحدیان عطار    | از مهر ۱۳۷۹ تا دی ۱۳۸۲           |     |             |
| ۶     |       | محمد طاهری           | از دی ۱۳۸۲ تا تیر ۱۳۸۶           |     |             |
| ۷     |       | سید رسول مهاجر       | از خرداد ۱۳۸۷ تا تیر ۱۳۹۰        |     |             |
| ۸     |       | حسین غریبی           | از مرداد ۱۳۹۰ تا اسفند ۱۳۹۳      |     |             |
| ۹     |       | سید حسین میرفخار     | از فروردین ۱۳۹۴ تا اردیبهشت ۱۳۹۸ |     | [ ۲ ] [ ۳ ] |
| ۱۰ ۱۱ |       | مرتضی دامن پاک جامی  | ۱۴۰۲-۱۳۹۸                        |     | [ ۱ ] [ ۴ ] |
| ۱۲    |       | مجید تفرشی           | ۱۴۰۲                             |     |             |